# Акіл Маммадов
Акіл Гейдар огли Маммадов (азерб. Aqil Heydər oğlu Məmmədov, нар. 1 травня 1989, Нахічевань, Азербайджан) — азербайджанський футболіст, воротар клубу «Нефтчі» та національної збірної Азербайджану.

## Клубна кар'єра
Акіл Маммадов народився у місті Нахічевань. З 15 - ти років почав займатися футболом. Першим клубом у кар'єрі Маммадов став «Баку». З 2007 року Маммадов забронював за собою місце в основі клубу. Разом з яким став чемпіоном Азербайджану та брав участь у матчах кваліфікації до Ліги чемпіонів у сезоні 2008/09.
У січні 2009 року Акіл Маммадов проходив учбово - тренувальні збори в стану бельгійського «Андерлехта».
У грудні 2014 року воротар залишив клуб і приєднався до столичного «Нефтчі». Ще один сезон Маммадов захищав ворота клубу «Шювалан». Кілька разів Маммадов змінював клубну прописку, переходячи з «Габали» до «Нефтчі», поки у січні 2019 року остаточно підписав контракт з «Нефтчі».

## Збірна
З 2009 року Акіл Маммадов захищав ворота молодіжної збірної Азербайджану. У 2011 році Акіл Маммадов зіграв свою першу гру в національній збірній Азербайджану.

## Досягнення
Баку
 Чемпіон Азербайджану: 2008/09
 Переможець Кубка Азербайджану (2): 2009/10, 2011/12